# El Mourouj
El Mourouj (in arabo المروج‎?) è un comune del Governatorato di Ben Arous (Tunisia).
Nel 2004 contava una popolazione di 81.986 abitanti.